# Once Upon a Forest
Brasil: Era uma vez na floresta / Portugal: A História de Abigail, Edgar e Russell (título original: Once Upon a Forest) é um filme de animação de longa-metragem produzido em 1993 pela 20th Century Fox, baseado nos personagens Furlings criados pelo Rae Lambert, foi dirigido por Charles Grosvenor e produzido por David Kirschner, o criador da franquia An American Tail e Child's Play. Foi feito pela Hanna-Barbera Cartoons em associação com País de Gales / HTV Cymru.

## Sinopse
A história começa numa floresta conhecida como Dapplewood onde "Furlings", um prazo para animais crianças, a convivência com seu professor Cornelius. Os quatro Furlings central para a história são Abigail, uma ratinha, Russell, um ouriço, Edgar, um toupeira, e Michelle, um texugo, que é sobrinha de Cornélio.
Um dia, os quatro filhos faça um tour da floresta em Cornelius, onde se vê uma estrada pela primeira vez. Russell quase dirigido por um motorista descuidado, que produz agora uma garrafa de vidro que se quebra no meio da estrada. ordens de Cornélio Furlings da estrada para esquecer completamente. O passeio termina em um passeio de barco. Então, mais uma vez descobrir o que foi destruído com gás venenoso invalidado um navio-tanque que explodiu um pneu com garrafa de vidro quebrado para o transporte de gás cloro na selva.
Michelle entra em sua casa, apenas alguns dos gases da respiração e gravemente doente, os gases dentro da casa já mataram seus pais. Abigail consegue salvá-lo e ir para o abrigo Furlings Cornelius próximo. Lá, Cornelius Furlings indica a necessidade de obter duas ervas que podem ajudar a Michelle: pulmonária e eyebright. Com apenas uma quantidade limitada de tempo, de cabeça que a sua viagem no dia seguinte.
Depois de encontrar muitos obstáculos, incluindo uma coruja com fome, uma multidão de religiosos carriças e equipamento de construção intimidar, o carriças chamada "dragões amarelo", o Furlings que o prado com as ervas que necessitam. Depois de receber o eyebright, pulmonária descobrir que o gigante está no pé de um penhasco tornando-se inacessíveis. Russell sugere o uso de dirigíveis Cornélius, a asa-armadilha-a-coisa-MA, para chegar ao pulmonária.
Furlings administrado pulmonária obter, após um voo perigoso para o precipício, e, em seguida, retorna para dirigir seu dirigível Dapplewood. Bater-terra na floresta após uma tempestade e trazer as ervas para Michelle e Cornelius. Após um grupo de seres humanos que vieram para limpar a bagunça Edgar mantém o gás de uma armadilha de idade, o melhor Michelle ajuda Furlings. No dia seguinte, ela acorda de seu coma. Os pais da Furlings e muitas outras pessoas chegam, exceto para a mãe de Michelle e pai que foram mortos na queda de gás. Michelle Cornelius pergunta se há alguém que nunca mais será a mesma novamente. Cornelius olha as árvores mortas na floresta e diz que se todos trabalham como armazenamento em disco rígido como o Dapplewood Furlings manter Michelle, será. O filme termina com uma sobrecarga tiro Dapplewood para mostrar que grande parte da floresta ainda está vivo.